# Vu Bui

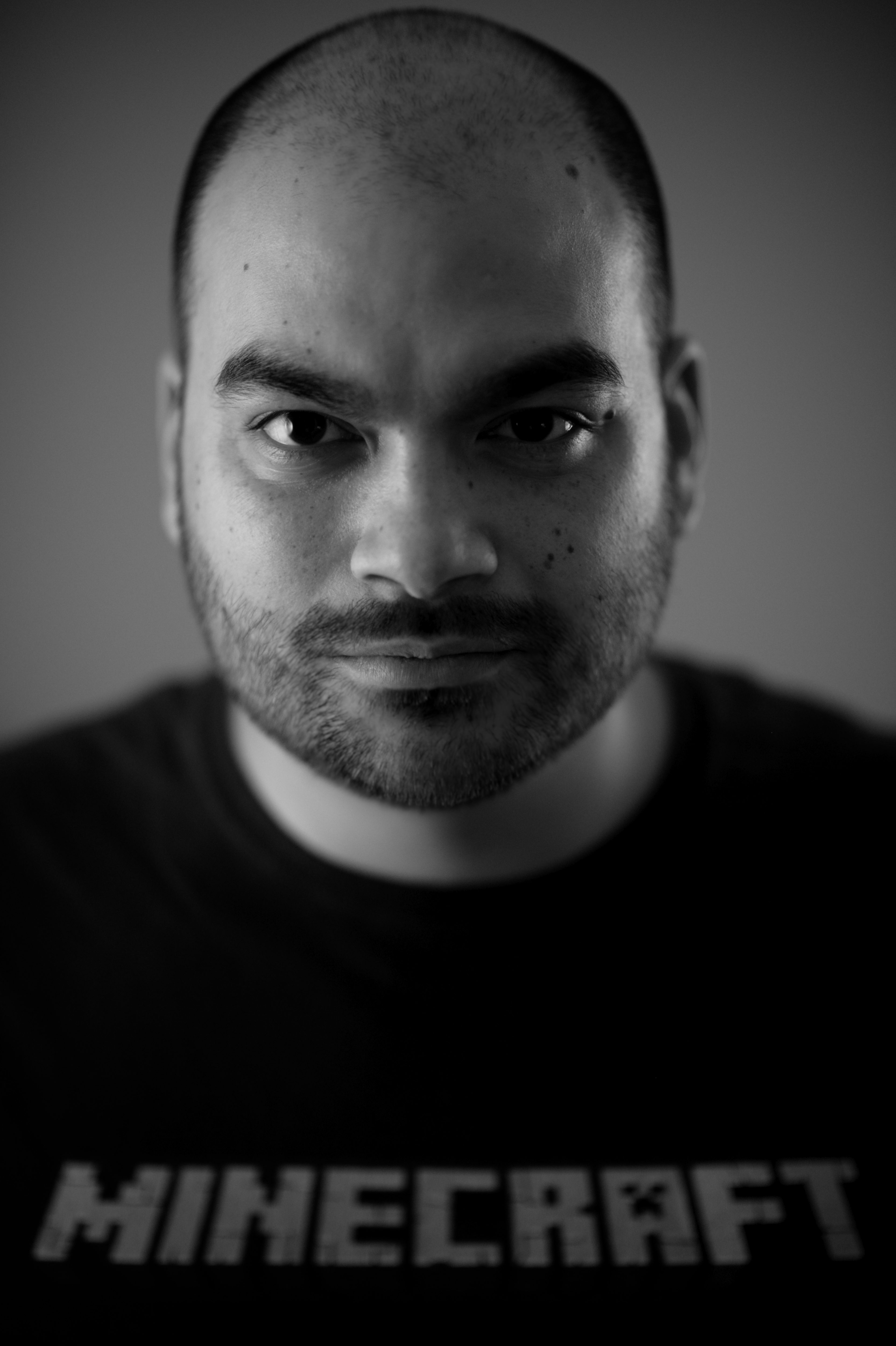
Vu Bui

Vu Bui (* 26. Juni 1977) ist ein US-amerikanischer Fotograf, Filmemacher und Chief Marketing Officer (CMO) von Mojang Studios. Vu Bui war als Produzent an dem Film Ein Minecraft Film beteiligt, der mit Einnahmen von rund 955 Millionen US-Dollar als zweiterfolgreichste Videospielverfilmung aller Zeiten gilt.
Vu Bui ist zudem einer der Gründer der Block by Block Initiative die ins Leben gerufen wurde um Stadtplanung von der Gemeinschaft per Minecraft zu demokratisieren. Das Projekt entstand mit der Zusammenarbeit mit UN-Habitat.
Darüber hinaus ist er auch als Moderator von zahlreichen Minecraft-Shows bekannt, darunter Minecraft Live (Jährliche Live-Show bzw. Livestream von Minecraft) oder auch von Minecraft Monthly.

## Rezeption
Der Guardian zählte Vu Bui 2015 zu den 100 mächtigsten Personen in der Medienwelt.